# 28e bataillon de chasseurs alpins
Pour les articles homonymes, voir 28e bataillon.
Le 28e bataillon de chasseurs alpins (28e BCA) est une unité militaire française dissoute de l'infanterie alpine (chasseurs alpins) stationnée à Grenoble dans l'Isère.
Il a notamment combattu pendant la Première et la Seconde Guerre mondiale.

## Création et différentes dénominations
- 1871 : création du 28e bataillon de chasseurs à pied (28e BCP),
- 1888 : devient le 28e bataillon alpin de chasseurs à pied[1] (28e BACP),
- 1915 : devient le 28e bataillon de chasseurs alpins (28e BCA), Vosges (Hartmannswillerkopf, bois de Watwiller, Breitfirst, Schnepfenriedkopf, cotes 1025 et 955, Metzeral, le Kiosque, Hirtzenstein, Hartmannswillerkopf).

- 1916 : devient le 28e bataillon de chasseurs alpins (28e BCA),
- 1929 : dissolution du bataillon,
- 1939 : nouvelle création du 28e BCA,
- 1940 : nouvelle dissolution du bataillon,
- 1952 : nouvelle création du 28e BCA à partir du 13e BCA,
- 1955 : dissolution,
- 1955 : nouvelle création,
- 1962 : dissolution.

## Historique des garnisons, campagnes et batailles

### De 1871 à 1914
- 1871 à 1872 : Algérie,
- 1881 à 1882 : Tunisie,
- 1888 à 1914 : Barcelonnette ou Jausiers.

### Première Guerre mondiale

#### Rattachements successifs
Casernement : Grenoble avec les 14e et 30e BACP.
Il fait partie de la 54e brigade d'infanterie, 27e division d'infanterie, 14e corps d'armée.
D’octobre 1914 à novembre 1916, il est rattaché à la 66e DI .

#### 1914
- Bataille du Hartmannswillerkopf
- Conquête de la Tête du Violu

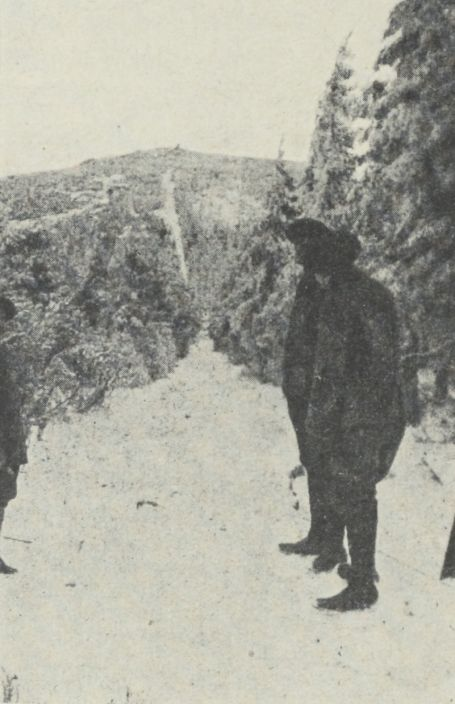
Des chasseurs du devant la Tête des Faux, en décembre 1914.

Le 3 octobre 1914, ordre est donné au lieutenant-colonel Desmaillet de s'emparer de la Tête du Violu. Sept batteries d'artillerie sont chargées de préparer l'attaque exécutée par trois bataillons. Celle-ci est déclenchée le 31 octobre 1914. L'artillerie s'en prend en premier à l'observatoire et aux batteries d'artillerie installées au Brézouard. À 15 h, 250 chasseurs du 28e BCA s'emparent du sommet. Au sud, deux compagnies des 28e et 30e BCA s'emparent du Collet du Violu (l'actuel Arbre de la Liberté), mais y sont bloquées par les défenses allemandes.
Durant l'attaque du Collet, le 28e BCA perdra 20 hommes et aura 32 blessés. 

#### 1917

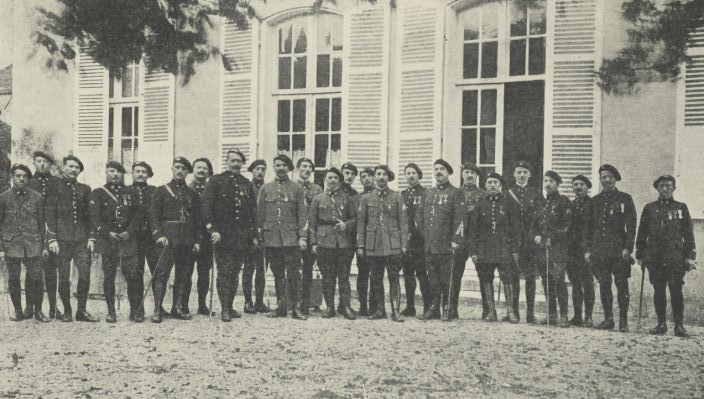
Les officiers du bataillon avant la bataille de la Malmaison (octobre 1917).

#### 1915
- Bataille du Hartmannswillerkopf

#### 1918
Le bataillon combat en Picardie et dans l'Aisne et participe à la bataille de Guise.

### Entre-deux-guerres
Le bataillon  occupe les territoires rhénans de mars 1920 à mars 1922, puis est stationné à Landau en début d'année 1922. De 1922 à 1929, il est en garnison à Düsseldorf, Duisburg, Trèves et Idar-Oberstein. Le 28e BCA est dissous à Idar-Oberstein le 30 septembre 1929, puis transformé en 3e bataillon du 71e RI et ensuite en Xe bataillon du 48e RI à Guingamp et Landerneau.

### Seconde Guerre mondiale
Le bataillon est recréé à Gap en 1939 avec un noyau de soldat d'active du 15e BCA et le centre mobilisateur no 148.
En 1939, il combat en Lorraine et dans le Soissonnais. Dans le Soissonnais, il combat les 7 et 8 juin 1940 au sud-est de Soissons, à côté de la ferme des Templiers du mont de Soissons avec à ses côtés le 11e BCA et le 15e BCA. Le 8 juin au soir, ces trois bataillons perdront 115 combattants. 75 d'entre eux sont encore enterrés au cimetière de Serches.
Le bataillon est dissous en 1940.

### De 1945 à nos jours
Recréé à Landeck (Autriche).
- 1952 à 1953 : force d'occupation en Autriche,
- 1953 à 1955 : Briançon,
- 1955 à 1962 : Algérie.

Au cessez-le-feu du 19 mars 1962 en Algérie, le 28e BCA constitue comme 91 autres régiments les 114 unités de la Force locale (accords d'Évian du 18 mars 1962). Le 28e BCA forme une unité de la Force locale de l'ordre algérienne, la 439e UFL-UFO composé de 10 % de militaires métropolitains et de 90 % de militaires musulmans, qui pendant la période transitoire devaient être au service de l'Exécutif provisoire algérien, jusqu'à l'indépendance de l'Algérie.
- Dissous à Sissonne en 1962.

## Traditions

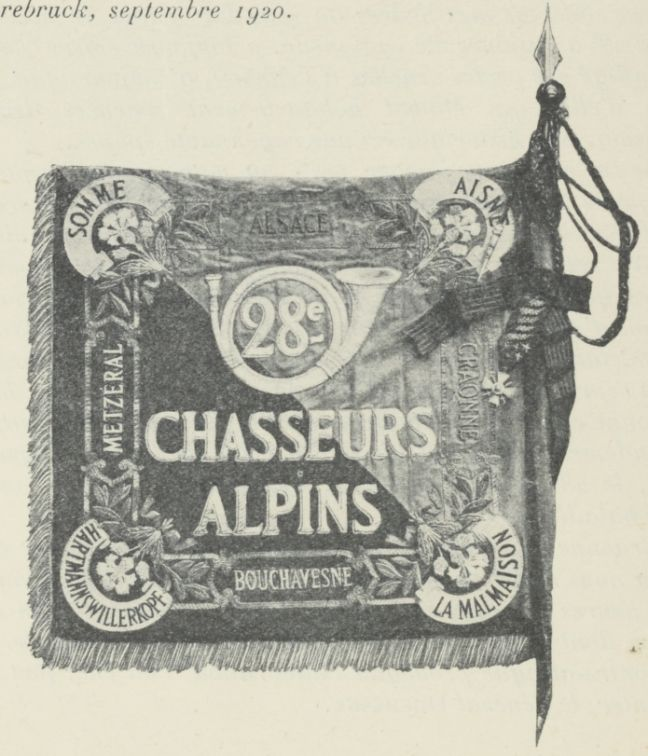
Le fanion du en 1919.

### Devise
Allant et agilité

### Drapeau
Comme tous les autres bataillons et groupes de chasseurs, le 28e BCA ne dispose pas d'un drapeau propre. (Voir le Drapeau des chasseurs).

### Décorations
Le bataillon porte la fourragère aux couleurs du ruban de la Médaille militaire, qui lui a été remise, après avoir reçu la Croix de guerre 1914-1918 avec huit citations au cours de la Première Guerre mondiale.
- 5 citations à l'ordre de l'armée,
- 2 citation à l'ordre du corps d'armée (14e corps armée),
- 1 citation à l'ordre de la division (66e DI).

### Chant
Refrains du bataillon :

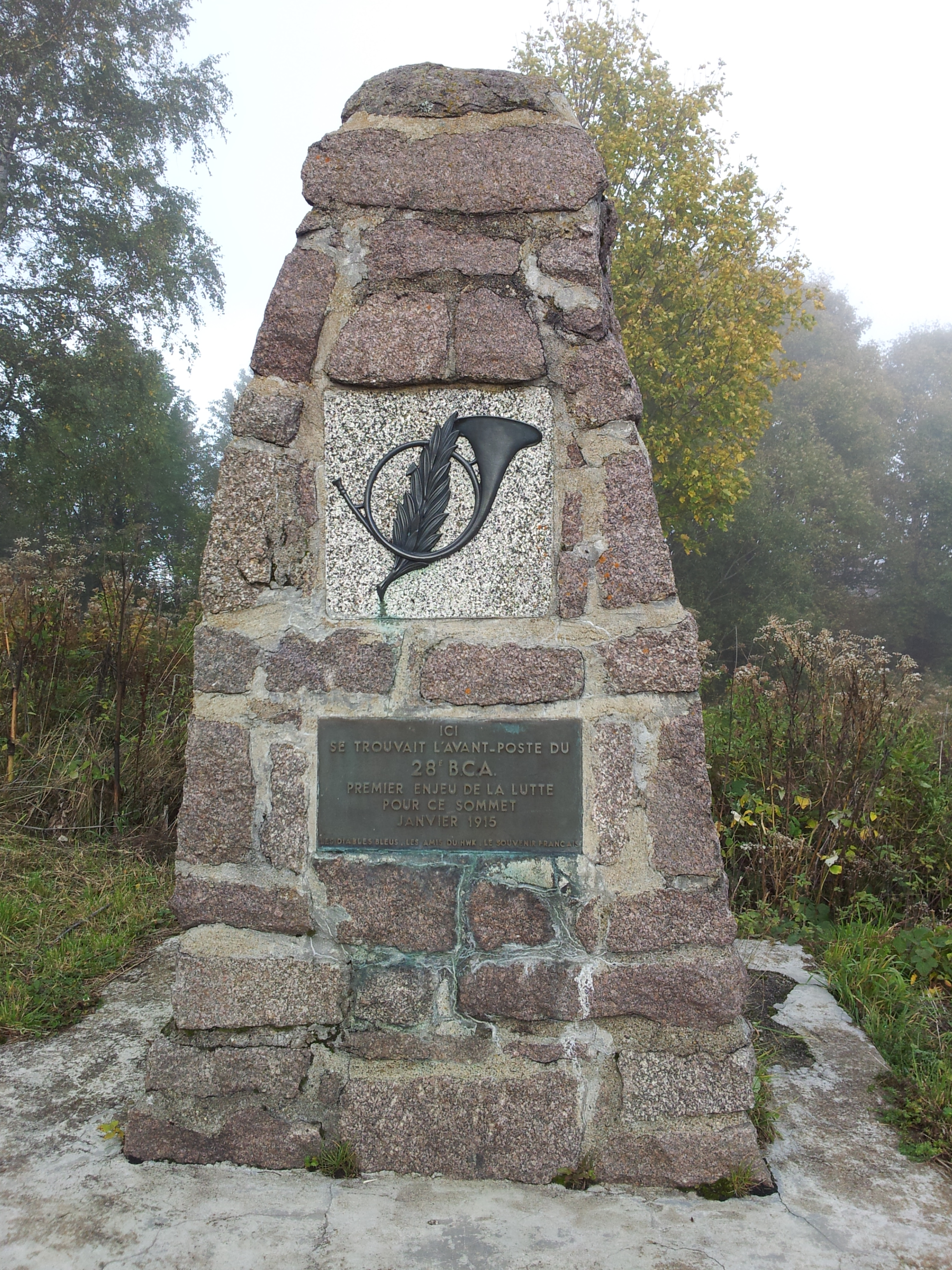
Monument du 28e Bataillon de chasseurs Alpins au mémorial de Hartmannswillerkopf

« Saut’Putten, t’auras d'la saucisse! Saut’Putten, t’auras du boudin ! »

Il ne faut pas écrire ou sonner « putain », mais Putten, le chef de bataillon VanleemPutten venant de la Légion étrangère, l'allusion au boudin est naturelle, la déformation qui suivit aussi, bien que très fâcheuse.

## Chefs de corps

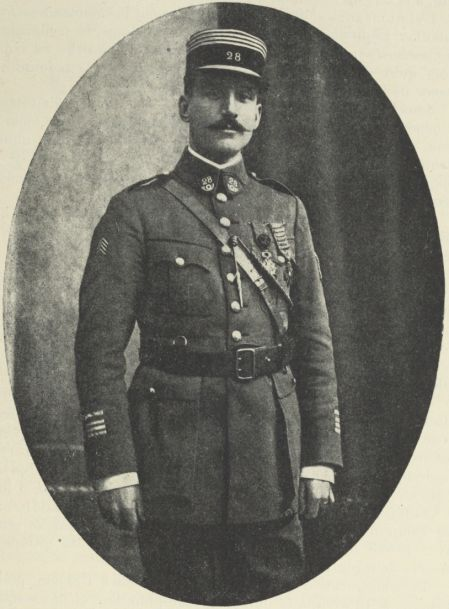
Le chef de bataillon Prudhomme, commandant du 28e BCA entre 1916 et 1918.

- 1871-1873 : chef de bataillon Vanlemputten
- 1873-1879 : chef de bataillon de Pousargues
- 1879-1885 : chef de bataillon Fleur
- 1885-1894 : chef de bataillon Michel
- 1894-1906 : chef de bataillon de la Pintière
- 1906-1914 : chef de bataillon Hochstetter
- 1914 : lieutenant-colonel Brissaud-Desmaillet
- 1914 : capitaine puis chef de bataillon Lucien Coquet (1869-1947)
- 1916 : capitaine de Grouchy
- 1916 : chef de bataillon Prudhomme
- 1918 : capitaine de Guillebon
- 1918 : chef de bataillon Masson
- 1919 : commandant F. Dupont
- 1920 : commandant Quilliard
- 1922 : commandant Jeannot
- 1923 : commandant Brillat-Savarin

## Personnalités ayant servi au sein du bataillon

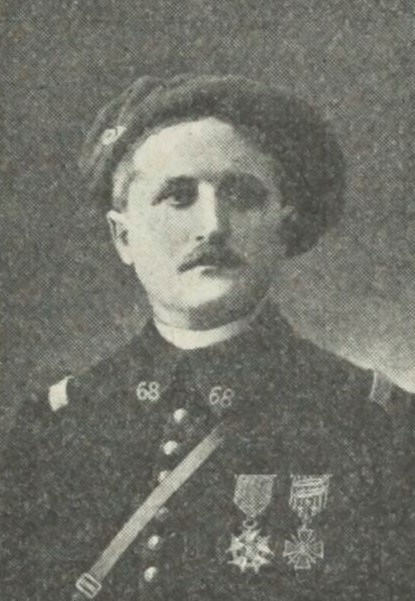
Capitaine Robert Dubarle du 68e BCA en 1915, decoré de la légion d'Honneur et de la croix de guerre avec palme.

- Robert Dubarle, député de l'Isère (1910-1914), mort pour la France le 15 juin 1915 à Metzeral (Haut-Rhin). A effectué son service militaire en 1902-1903 au 28e BCA.
- Diego Brosset (1898-1944), général français, Compagnon de la Libération.
- Henry de Buttet (1907-2005), officier, résistant et historien français.
- Georges Bordat (1934-2014), skieur français.

## Sources et bibliographie
- Bataillon de chasseurs durant la grande guerre.
- Citations collectives des bataillons de chasseurs de 1914-1918..
- Traditions et symbolique militaire
- Les chasseurs à pied, numéro spécial de la revue historique de l'armée 1966.
- Historique_du_28e_bataillon_de_chasseurs